# Chandrasekarapura, Kudligi
Chandrasekarapura là một làng thuộc tehsil Kudligi, huyện Bellary, bang Karnataka, Ấn Độ.